# Valentina Borok
Pour les articles homonymes, voir Borok (homonymie).
Valentina Mikhailovna Borok (9 juillet 1931, Kharkiv, Ukraine, URSS - 4 février 2004, Haïfa, Israël) est une mathématicienne ukrainienne soviétique. Elle est principalement connue pour ses travaux sur les équations aux dérivées partielles. 

## Carrière
Borok est née le 9 juillet 1931 à Kharkiv en Ukraine (alors partie de l'URSS), dans une famille juive. Son père, Michail Borok, était chimiste, scientifique et expert en science des matériaux. Sa mère, Bella Sigal, était une économiste reconnue. En raison de la position élevée de sa mère au ministère de l'Économie, Valentina Borok a eu une petite enfance privilégiée. Cependant, en raison de la situation politique, sa mère a démissionné volontairement en 1937 et a occupé un poste inférieur, probablement parce qu'elle savait qu'elle n'aurait pas pu être épargnée par les répressions de la fin des années 1930. Cela a peut-être aidé la famille Borok à survivre à la Seconde Guerre mondiale .
Valentina Borok a montré un talent pour les mathématiques déjà lors de ses années de lycée. Ainsi, en 1949, avec les conseils de ses professeurs du secondaire, Borok a commencé à étudier les mathématiques à l'Université d'État de Kiev. Là, elle a rencontré Yakov Zhitomirskii, qui sera son mari jusqu'à sa mort. Pendant son séjour à l'Université d'État de Kiev, Borok a commencé ses recherches dans le domaine des mathématiques sous la supervision du directeur du département de mathématiques, Georgii Shilov. Sa thèse de premier cycle sur la théorie de la distribution et les applications à la théorie des systèmes d'équations aux dérivées partielles linéaires s'est avérée extraordinaire et a été publiée dans une revue russe de premier plan. Cette thèse a ensuite été sélectionnée en 1957 pour faire partie des premiers volumes de traductions de l'American Mathematical Society. En 1954, Borok est diplômée de l'Université d'État de Kiev et elle est partie à l'Université d'État de Moscou afin de recevoir son diplôme d'études supérieures. En 1957, elle a obtenu son doctorat pour sa thèse intitulée « On Systems of Linear Partial Differential Equations with Constant Coefficients » sur les systèmes d'équations différentielles partielles linéaires à coefficients constants. Les informations sur le système d'équations différentielles partielles linéaires à coefficient constant ont été publiées dans les annales des mathématiques. Elle a publié plus tard d'autres articles de 1954 à 1959, qui contenaient une gamme de théorèmes inverses qui permettaient aux équations aux dérivées partielles d'être caractérisées par certaines propriétés de leurs solutions. «Dans la même période elle a obtenu une formule qui permettait de calculer en termes algébriques simples les paramètres numériques qui déterminent les classes d'unicité et bien posé du problème de Cauchy pour des systèmes d'équations aux dérivées partielles linéaires à coefficients constants». En 1960, elle part à l'Université nationale de Kharkiv, où elle est restée jusqu'en 1994. En 1970, Borok est devenue professeure ordinaire et de 1983 à 1994, elle a été directrice du département d'analyse.
Au début des années 1960, Borok a travaillé sur la stabilité des équations aux dérivées partielles bien posées. Ses autres travaux à cette époque portaient sur les systèmes paraboliques dégénérant à l'infini et sur la dépendance des classes d'unicité aux transformations de l'argument spatial. La majeure partie de ses travaux pendant cette période étaient rédigés conjointement avec son mari Yakov Zhitomirskii.
Et pendant la période de la fin des années 1960, Borok a commencé sa série d'articles qui ont jeté les bases de la théorie des problèmes de valeurs aux limites locales et non locales dans des couches infinies pour des systèmes d'équations aux dérivées partielles. Les résultats de ses études comprenaient la construction de classes maximales d'unicité et de bien-posés, les théorèmes de type Phragmen-Lindelöf, et l'étude des propriétés asymptotiques et de la stabilité des solutions de problèmes de valeurs aux limites dans des couches infinies.
À partir du début des années 1970, Borok a ouvert une école pour l'étude de la théorie générale des équations différentielles partielles à l'Université nationale de Kharkiv. Beaucoup de ses articles ont aidé au développement de la théorie des problèmes de valeurs aux limites locales et non locales dans des couches infinies pour des systèmes d'équations différentielles partielles. L'un de ses premiers travaux comprend des résultats sur l'unicité et la bien-position des solutions du problème de Cauchy. La plupart de ses travaux se sont concentrés dans le domaine des équations différentielles partielles ainsi que des équations différentielles fonctionnelles. encore à ce jour, nombre de ses œuvres sont citées.
Pendant ses années en tant que professeur à l'Université d'État de Kharkiv, Borok a été considérée comme la professeure d'analyse rigoureuse, un cours dans lequel de nombreux étudiants ont eu leur premier goût dans la recherche. Borok était connue pour ses «problèmes créatifs» ainsi que pour son développement de notes de cours originales pour de nombreux cours de base et spécialisés en analyse et équations aux dérivées partielles. Elle a établi le programme du département de mathématiques de l'Université nationale de Kharkiv pendant plus de 30 ans, établissant la tradition à l'université.
En 1994, Borok est tombée gravement malade, mais comme il n'y avait pas de soins médicaux nécessaires disponibles en Ukraine, elle a dû déménager à Haïfa, en Israël. Elle est décédée à l'âge de 72 ans en 2004. Ses deux enfants, Michail Zhitomirskii et Svetlana Jitomirskaya, sont devenus des mathématiciens.

## Travaux
Borok est connue pour ses recherches et sa contribution sur l'équation de différenciation partielle. Au cours de sa vie, elle a publié 80 articles dans les meilleures revues russes et ukrainiennes et supervisé 16 doctorats ainsi que de nombreuses thèses de maîtrise.
Beaucoup de ses développements de thèse ont inclus les études du problème de Cauchy pour les équations aux dérivées partielles linéaires, qui a été publié dans les Annals of Mathematics expliquant la théorie derrière l'équation aux dérivées partielles linéaires. Dans d'autres travaux, elle a prouvé le théorème sur les théorèmes d'unicité et de bien-posés pour le problème de la valeur initiale ainsi que le problème de Cauchy pour le système d'équations aux dérivées partielles linéaires.
Dans ses études, traduites du russe, dans le problème de Cauchy pour les systèmes d'équations aux dérivées partielles linéaires fonctionnelles par rapport au paramètre, son résumé indique qu'elle prouve que pour l'étude du problème de Cauchy pour un système d'équations différentielles de la forme đu (x, y, z) / đt = P (đ / đx) u (x, t, ɖy), xɛRn, tɛ [0, T], y> 0, ɖ> 0, ɖ ≠ 1, uɛCn, où P (S) est une matrice N x N avec des éléments polynomiaux. Nous prouvons l'existence de solutions du problème homogène qui convergent exponentiellement vers zéro comme | x | → ∞ et pour chaque y> 0. elle a établi des estimations pour les solutions comme | x | → ∞, y → ∞ ou y → + 0 qui garantissent son unicité. et elle a trouvé les conditions de la solvabilité correcte du problème dans la classe des solutions polynomiales par rapport à y.